# Mamonas
Mamonas là một đô thị thuộc bang Minas Gerais, Brasil. Đô thị này có diện tích 290,283 km², dân số năm 2007 là 6247 người, mật độ 19 người/km².